# Baranogale
Baranogale — вимерлий рід хижих, що знайдений у таких країнах: Франція, Італія, Греція, Угорщина, Польща, Іспанія (13 колекцій). Рід містить такі види: Baranogale antiqua, Baranogale balcanica, Baranogale helbingi.